# アディリ (タイタン)

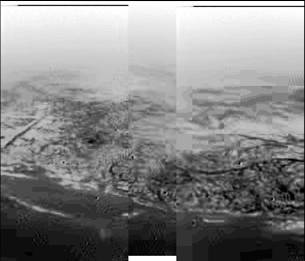
アディリの写真

アディリ（英: Adiri）は、土星の衛星タイタンの大きな高アルベド地形の地名である、シャングリラの西側に位置する。
表面は排水路ような物がある、名前はポリネシア人の神話の楽園アディリに由来する。ホイヘンス・プローブは2005年にアディリの北西の「海岸」に着陸した。